# Berghem (Limburg)

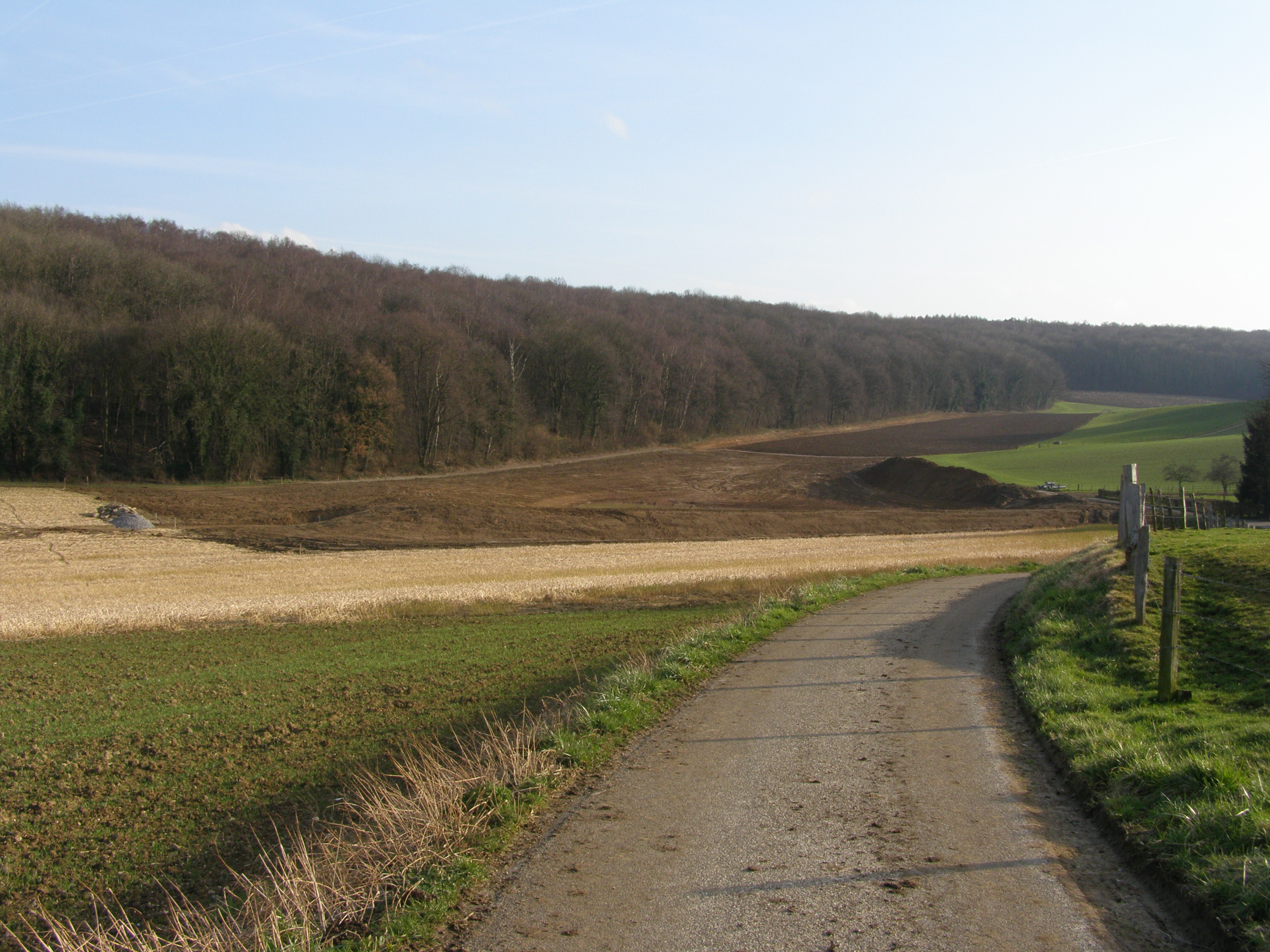
Aarden dam nabij de Gerardushoeve in Berghem

Berghem (Limburgs: Berghem) is een buurtschap ten zuiden van Gulpen in de gemeente Gulpen-Wittem in de Nederlandse provincie Limburg. De buurtschap aan de zuidzijde van de Gulperberg bestaat uit circa 5 boerderijen en huizen.
In Berghem stond een laathof die vanaf 1462 in het bezit was van de heren van Wittem. De huidige hoeve dateert echter uit de 19e eeuw.
Boven op de Gulperberg staan een missiekruis uit 1834 en een Mariabeeld uit 1935.
Ten oosten van Berghem ligt het Dunnenbos en ten zuidoosten het Wagelerbos met daarachter het Schweibergerbos.
Dorpen: Epen · Eys · Gulpen · Mechelen · Nijswiller · Partij-Wittem · Reijmerstok · Slenaken · Wahlwiller · Wijlre

Gehuchten en buurtschappen: Beertsenhoven · Berghem · Berghof · Beutenaken · Billinghuizen · Bissen · Bommerig · Broek · Cartils · Crapoel · Dal · Diependal · Elkenrade · Elzet · Eperheide · Etenaken · Euverem · Eyserhalte · Eyserheide · Gracht Burggraaf · Heijenrath · Helle · Hilleshagen · Höfke · Hoogcruts · Hurpesch · De Hut · Ingber · Kapolder · Kleeberg · Klein-Kullen · Klein-Kuttingen · Kosberg · Kuttingen · Landsrade · Overeys · Overgeul · Partij · Pesaken · De Piepert · Plaat · Schilberg · Schweiberg · Sinselbeek · Stokhem · Terpoorten · Terziet · Trintelen · Waterop · Wittem

Limburg: Steden en dorpen      Nederland: Provincies · Gemeenten